# 聖克拉拉 (阿賴漢區)
聖克拉拉（西班牙語：Santa Clara），是巴拿馬的城鎮，位於該國中東部，由西巴拿馬省的阿賴漢區負責管轄，面積15.9平方公里，海拔高度142米，2010年人口2,139，人口密度每平方公里134.5人。